# SN 2008dx
SN 2008dx – supernowa typu Ia odkryta 24 czerwca 2008 roku w galaktyce A130014+2757. W momencie odkrycia miała maksymalną jasność 17,40m.